# Lars Boom (wielrenner)
Lars Anthonius Johannes Boom (Vlijmen, 30 december 1985) is een voormalig Nederlands wegwielrenner en veldrijder. In 2008 werd hij wereldkampioen veldrijden bij de elite en Nederlands kampioen op de weg en in de tijdrit. Tijdens de Ronde van Spanje 2009 wist Boom de vijftiende etappe te winnen en tijdens de Ronde van Frankrijk 2014 wist hij de vijfde etappe te winnen.

## Biografie

### Carrière
Al van jongs af aan hoorde Boom bij de toprenners in zijn leeftijdscategorie. Telkens wanneer hij in een oudere leeftijdsgroep terechtkwam, kwam hij goed mee met de renners in diezelfde groep. Nadat hij bij de jeugd al eenmaal nationaal kampioen in het veld werd in 1998, werd hij daarna vanaf 2001 tot en met 2012 doorlopend Nederlands kampioen veldrijden in de leeftijdsklasse waarin hij op dat moment uitkwam. In 2000 was hij als nieuweling lid geworden van Wielervereniging Schijndel vanwege het programma op de weg dat die vereniging hem te bieden had. Na twee jaar als nieuweling te hebben gereden kwam hij in 2002 bij de juniorenploeg van Rabobank, die een mooi programma op de weg reed. Maar Boom bleef desondanks het veldrijden en het wielrennen op de weg combineren. In 2003 was hij zelfs de beste van de wereld bij de junioren in het veld, wat hem de felbegeerde "regenboogtrui" opleverde. Overigens reed hij in 2003 niet in het tricot van Rabobank. De Rabobank-juniorenploeg was in overleg met de Nederlandse wielerbond (KNWU) opgeheven, waarna Boom voor een goed programma op de weg zijn heil zocht bij de juniorenformatie van de Belgische Quick-Stepploeg. Een jaar later, in 2004, werd hij Europees kampioen bij de beloften. Inmiddels weer onder de vlag van Rabobank, aangezien hij per 1 januari van dat jaar deel uitmaakte van de continentale formatie onder leiding van de ploegleiders Nico Verhoeven en Piet Kuijs. Ook als belofterenner bleef hij het veldrijden en het wegwielrennen combineren.
Begin 2006 klopte hij de beste veldrijder van de jaren daarvoor, de Belg Sven Nys, in de naar de laatste vernoemde Grote Prijs in Baal.
Begin 2007 startte Boom voor het eerst bij het NK veldrijden elite, waar hij meteen de eerste plaats behaalde voor ploeggenoten Richard Groenendaal en Gerben de Knegt. Later dat jaar werd hij voor de tweede keer wereldkampioen veldrijden, nu bij de beloften.
Naast het veldrijden bleek Boom ook een talent op de weg. Hij twijfelde er lang over of hij zich als prof nu geheel zou gaan richten op het veldrijden of juist op het wegwielrennen. In augustus 2007 hakte hij de knoop door en koos voor het veldrijden. Desondanks deed hij in september van dat jaar mee aan de wereldkampioenschappen wielrennen in Stuttgart, waar hij het onderdeel tijdrit voor de beloften won. Een paar weken later begon zijn veldritseizoen al. Het duurde niet lang voordat hij zijn eerste wereldbekercross wist te winnen in Pijnacker.
Voor zijn opvallende prestaties werd hem op 26 november 2007 de Gerrit Schulte Trofee overhandigd. Daarmee werd hij onderscheiden als beste Nederlandse wielrenner van 2007.
In het begin van 2008 ging Boom door met goed presteren, zo won hij de wereldbekercrossen in Liévin en in Hoogerheide. Door deze demonstraties van macht ging hij als favoriet naar het WK veldrijden op 27 januari 2008 in het Italiaanse Treviso. Het was zijn eerste wereldkampioenschap bij de elite en hij won direct. Daarmee werd hij de eerste Nederlandse wereldkampioen sinds Richard Groenendaal in 2000.
In 2009 startte Boom in Assen aan de Vuelta, zijn debuut in een Grote Ronde. Tijdens de 4e etappe van Venlo naar Luik won Boom de klimmetjes op de Cauberg (2x) en de Mont Theux en daardoor nam hij de bergtrui over van landgenoot Tom Leezer, die hij in de 5e etappe alweer kwijt raakte aan Aitor Hernández. Tijdens de ronde kon Boom kopman Gesink regelmatig bergop assisteren. In de 15e etappe naar Córdoba was hij mee met de goede vlucht van twaalf renners die uiteindelijk vrijgeleide kreeg van het peloton. Aan het begin van de slotklim reed hij weg met drie medevluchters, die hij niet lang daarna achter zich liet. Hij pakte meer dan een minuut en won zijn eerste etappe in een grote ronde.
In 2010 wist hij de proloog in Parijs-Nice te winnen en reed enkele dagen in het geel. 2011 begon goed voor Boom, met winst in de proloog van de Ronde van Qatar, waarbij hij Fabian Cancellara met vier seconden versloeg. De volgende dag raakte hij, door maagproblemen, de leiderstrui in Qatar meteen alweer kwijt. Op 28 juli 2012 eindigde Boom tijdens de Olympische wegwedstrijd als elfde. Enkele weken later won hij de Eneco Tour. Bij de wegwedstrijd van het WK wielrennen in Valkenburg werd Boom vijfde, de beste prestatie van een Nederlandse renner tijdens de wegwedstrijd van een WK sinds Michael Boogerd in 2003. Op 15 augustus 2013 nam Boom in de vierde etappe van de Eneco Tour in zijn woonplaats de leiderstrui over van Arnaud Démare.
Boom won in de Tour van 2014 de vijfde etappe, de zeer natte kasseienrit naar Arenberg. Hij volgde hiermee Pieter Weening op als laatste Nederlandse etappewinnaar in de Tour. Diens etappezege in de Tour was op dat moment exact negen jaar geleden. Een maand later werd hij tweede in de Eneco Tour 2014, op zeven seconden van Tim Wellens. Boom maakte aan het eind van 2014 de overstap naar de Kazachse ploeg Astana.
Op 2 augustus 2016 werd bekend dat Boom terug zou keren bij LottoNL-Jumbo, waar hij een contract voor twee jaar tekende.
In mei 2018 werd Boom uit de Ronde van Noorwegen gezet wegens agressie tegen de Belg Preben Van Hecke. Die had blijkbaar geremd voor Boom, waardoor die laatste zijn schoen los kwam uit de pedaal. Boom haalde in, sloeg Van Hecke en trok en duwde vervolgens aan diens helm. Dit alles was heel duidelijk op camera te zien. Van Hecke zei nadien dat de uitsluiting naar zijn mening te streng was. Op 2 juli raakte bekend dat Boom een volle maand geschorst werd door de UCI, zodat hij meteen ook uitgesloten werd van deelname aan de Tour.
In 2019 reed hij voor Roompot-Charles. Die ploeg stopte eind 2019 en hierna vond Boom geen nieuwe ploeg meer. Hierna ging hij zich toeleggen op gravel- en strandraces, alsmede MTB marathons.

### Privé
Boom is getrouwd en heeft twee dochters.

## Palmares
Overwinningen
| Seizoen                                 | Wereldbeker                    | Superprestige | Trofee   | WK  | EK  | NK  | Overige        | Aantal zeges |
| --------------------------------------- | ------------------------------ | ------------- | -------- | --- | --- | --- | -------------- | ------------ |
| 2005-2006                               |                                |               |          | NVT | NVT | NVT | Overijse       | 2            |
| 2006-2007                               |                                |               | Baal     | NVT | NVT | ↑   | Heerlen        | 2            |
| 2007-2008                               | Pijnacker, Liévin, Hoogerheide |               | Loenhout | ↑   | NVT | ↑   | Zeddam         | 7            |
| 2008-2009                               | Pijnacker, Nommay              |               | Niel     | 20e | NVT | ↑   | Surhuisterveen | 5            |
| 2009-2010                               |                                |               |          | DNS | NVT | ↑   |                | 1            |
| 2010-2011                               | Zolder                         |               |          | DNS | NVT | ↑   | Leudelange     | 3            |
| 2011-2012                               |                                |               |          | DNS | NVT | ↑   |                | 1            |
| 2012-2013                               |                                |               |          | DNS | NVT | ↑   |                | 0            |
| geen deelnames in 2013-2014 & 2014-2015 |                                |               |          |     |     |     |                |              |
| 2015-2016                               |                                |               |          | 14e | DNS | DNS |                | 0            |
| 2016-2017                               |                                |               |          | 44e | DNS | 8e  |                | 0            |
| geen deelnames in 2017-2018             |                                |               |          |     |     |     |                |              |
| 2018-2019                               |                                |               |          | DNS | DNS | DNS |                | 0            |
| 2019-2020                               |                                |               |          | DNS | DNS | DNS |                | 0            |
| Totaal                                  | 6                              | 0             | 3        | 1   | 0   | 6   | 5              | 21           |

### Wegwielrennen
2004 - 2 zeges
1e etappe Circuit des Mines (TTT)
2e etappe Triptyque Ardennais
2005 - 1 zege
2e etappe Ronde van de Somme
2006 - 5 zeges
3e etappe Ronde van het District Santarém (ITT)
Eindklassement Ronde van het District Santarém
2e etappe A Triptyque des Monts et Châteaux (ITT)
Eindklassement Triptyque des Monts et Châteaux
3e etappe A Ronde van Thüringen
2007 - 8 zeges
proloog Ronde van Normandië
Proloog en 5e etappe (ITT) Ronde van Bretagne
Eindklassement Ronde van Bretagne
Omloop der Kempen
Proloog, 4e en 6e (ITT) etappe Olympia's Tour
2008 - 14 zeges
3e en 6e (ITT) etappe Ronde van Bretagne
7e (ITT) en 8e etappe Olympia's Tour
Eindklassement Olympia's Tour
5e etappe A (TTT) en B Ronde van Lleida
Eindklassement Ronde van Lleida
1e, 5e en 7e etappe Circuito Montañés
 Nederlands kampioen, wegwedstrijd
4e etappe Ronde van León
 Nederlands kampioen, tijdrit
2009 - 2 zeges
Eindklassement Ronde van België
15e etappe Ronde van Spanje
2010 - 2 zeges
Proloog Parijs-Nice
Grote Prijs Jef Scherens
2011 - 6 zeges
Proloog Ronde van Qatar
1e etappe Tirreno-Adriatico (TTT)
Proloog Critérium du Dauphiné
3e en 6e etappe Ronde van Groot-Brittannië
Eindklassement Ronde van Groot-Brittannië
2012 - 2 zeges
3e etappe Ster ZLM Toer
Eindklassement Eneco Tour
2013 - 4 zeges
2e etappe Ronde van de Middellandse Zee (ITT)
2e etappe Ronde van de Haut-Var
4e etappe Ster ZLM Toer
Eindklassement Ster ZLM Toer
Puntenklassement Eneco Tour
2014 - 1 zege
5e etappe Ronde van Frankrijk
2015 - 1 zege
1e etappe Ronde van Denemarken
2017 - 3 zeges
5e etappe BinckBank Tour
5e etappe Ronde van Groot-Brittannië (ITT)
Eindklassement Ronde van Groot-Brittannië

### Resultaten in voornaamste wegwedstrijden
| Jaar | Ronde van Italië | Ronde van Frankrijk | Ronde van Spanje |
| ---- | ---------------- | ------------------- | ---------------- |
| 2009 |                  |                     | 55e (1)          |
| 2010 |                  | 129e                |                  |
| 2011 |                  | opgave              |                  |
| 2012 |                  |                     | 107e             |
| 2013 |                  | 105e                |                  |
| 2014 |                  | 97e (1)             |                  |
| 2015 |                  | opgave              |                  |
| 2016 |                  |                     |                  |
| 2017 |                  |                     |                  |
| 2018 |                  |                     | 153e             |
| 2019 |                  |                     |                  |

| Jaar | Milaan-San Remo | Gent-Wevelgem | Ronde van Vlaanderen | Parijs-Roubaix | Amstel Gold Race | Luik-Bast.‑Luik | Ronde van Lombardije | Waalse Pijl | Omloop Het Nieuwsblad |  | WK op de weg |  | Wereldranglijsten |
| ---- | --------------- | ------------- | -------------------- | -------------- | ---------------- | --------------- | -------------------- | ----------- | --------------------- |  | ------------ |  | ----------------- |
| 2009 |                 |               |                      |                |                  |                 | 102e                 |             |                       |  | 91e          |  | 141e (UWK)        |
| 2010 | 94e             |               | 77e                  | buit.tijd      | opgave           |                 |                      |             | 62e                   |  | 41e          |  | 92e (UWK)         |
| 2011 | 112e            | 9e            | 37e                  | 12e            |                  |                 |                      |             | 10e                   |  | 29e          |  | 129e (UWT)        |
| 2012 | 32e             | 107e          | opgave               | 6e             | 96e              | opgave          |                      |             | 107e                  |  | 5e           |  | 34e (UWT)         |
| 2013 |                 | 23e           | 11e                  | 14e            | opgave           |                 |                      |             | 80e                   |  |              |  | 161e (UWT)        |
| 2014 |                 | 108e          | 93e                  | 37e            |                  |                 |                      |             | 18e                   |  |              |  | 47e (UWT)         |
| 2015 | 51e             |               | 6e                   | 4e             | opgave           |                 |                      |             |                       |  | 81e          |  | 45e (UWT)         |
| 2016 | 25e             | opgave        | 11e                  | opgave         | opgave           |                 |                      |             |                       |  |              |  | 115e (UWT)        |
| 2017 |                 | 95e           | 97e                  | opgave         | opgave           |                 |                      |             | opgave                |  | 104e         |  | 145e (UWT)        |
| 2018 |                 |               |                      |                |                  |                 |                      | opgave      |                       |  |              |  | 382e (UWT)        |
| 2019 |                 | 57e           | opgave               | 74e            | opgave           |                 |                      |             | 80e                   |  |              |  | 664e (UWR)        |

#### Resultaten in kleinere rondes
| Jaar | Tour Down Under | Parijs-Nice | Tirreno-Adriatico | Critérium du Dauphiné | Ronde van Zwitserland | Ronde van Polen | Eneco/BinckBank Tour | Ronde van Peking/Guangxi |
| ---- | --------------- | ----------- | ----------------- | --------------------- | --------------------- | --------------- | -------------------- | ------------------------ |
| 2009 |                 |             |                   |                       | 130e                  |                 |                      |                          |
| 2010 |                 | opgave (1)  |                   |                       |                       |                 | 6e                   |                          |
| 2011 |                 |             | 98e               | opgave (1)            |                       |                 | 12e                  | 105e                     |
| 2012 |                 |             | opgave            |                       |                       | 76e             | ↑                    |                          |
| 2013 |                 |             | 85e               |                       |                       |                 | 11e                  |                          |
| 2014 |                 | opgave      |                   | opgave                |                       |                 | ↑                    |                          |
| 2015 | 69e             | 30e         |                   | 113e                  |                       |                 | 30e                  |                          |
| 2016 | 82e             | opgave      |                   |                       | opgave                |                 | opgave               |                          |
| 2017 |                 |             | 104e              |                       | 81e                   |                 | 8e (1)               | 67e                      |
| 2018 |                 | opgave      |                   | opgave                |                       | opgave          | 36e                  |                          |

(*) tussen haakjes aantal individuele etappe-overwinningen

### Mountainbike
2016
Strandrace Wijk aan Zee
2017
 Nederlands kampioen, Mountainbike marathon
Strandrace Wijk aan Zee
2018
 Nederlands kampioen, Mountainbike marathon
 Europees kampioen, Mountainbike strandrace
2019
Strandrace Wijk aan Zee

### Jeugd
Wereldkampioen tijdrijden: 2007 (beloften)
 Wereldkampioenschap veldrijden: 2003 (junioren), 2007 (beloften)
 Europees kampioenschap veldrijden: 2004 (beloften)
 Nederlands kampioen tijdrijden: 2007 (beloften)
 Nederlands kampioenschap veldrijden: 2002 & 2003 (junioren) 2004, 2005 & 2006 (beloften)
Superprestige: 2002-2003 (junioren)

## Ploegen
- 2004 –  Rabobank TT3
- 2005 –  Rabobank Continental Team
- 2006 –  Rabobank Continental Team
- 2007 –  Rabobank Continental Team
- 2008 –  Rabobank Continental Team
- 2009 –  Rabobank
- 2010 –  Rabobank
- 2011 –  Rabobank
- 2012 –  Rabobank
- 2013 –  Belkin-Pro Cycling Team [a]
- 2014 –  Belkin-Pro Cycling Team
- 2015 –  Astana Pro Team
- 2016 –  Astana Pro Team
- 2017 –  Team LottoNL-Jumbo
- 2018 –  Team LottoNL-Jumbo
- 2019 –  Roompot-Charles

Wielerploegen van Lars Boom
Aernouts ·
Boom ·
Clement ·
Dekker ·
Elijzen ·
Eltink ·
Groenendaal · 
Heijboer ·
Kohl ·
de Knegt (tot 28/02) ·
de Kort ·
de Maar ·
Nys ·
Pauwels ·
Posthuma (tot 16/05) ·
Reus ·
Stamsnijder ·
Sutherland ·
Vastaranta
Aernouts ·
Boom ·
Clement ·
Dekkers ·
F. van Dulmen ·
T. van Dulmen ·
Elijzen ·
Groenendaal · 
Heijboer ·
de Knegt (tot 28/02) ·
Kozontsjoek ·
Leezer ·
de Maar ·
Nys ·
Pauwels ·
Reus ·
Stamsnijder ·
Vanthourenhout ·
van der Velde · 

van der Ven ·
Veelers ·
Walker
Aernouts ·
de Baat ·
Boom ·
van Dulmen ·
Duijn ·
van Emden ·
Flens ·
Gesink ·
Groenendaal · 
de Knegt ·
Kozontsjoek ·
Leezer ·
Maaskant ·
Nys ·
Popov ·
Reus (tot 30/06) ·
Ruijgh ·
Stamsnijder ·
Vanthourenhout ·
van der Velde ·
Veelers ·
Walker (tot 30/06)
Aernouts ·
Berkhout ·
de Baat ·
Boom ·
van Dulmen ·
van Emden ·
Groenendaal · 
Keizer ·
de Knegt ·
Kruijswijk ·
Leezer ·
Maaskant ·
Mollema ·
Nys ·
Popov ·
Rabou ·
Ruijgh ·
van Poppel ·
van der Velde ·
Veelers ·
Vermeltfoort ·
van Winden
Adams ·
Aernouts ·
Beima ·
Berkhout ·
Bol ·
Boom ·
van Emden (tot 31/08) ·
van Garderen ·
Keizer ·
de Knegt ·
Kreder · 
Kruijswijk ·
Lodewyck · 
Nys (tot 09/05) ·
Popov ·
van Poppel ·
Rabou ·
Sinkeldam ·
Van Staeyen ·
van der Velde ·
Vermeltfoort ·
van Winden
Ardila ·
Boom ·
Brown ·
Clement ·
ten Dam ·
van Emden ·
Flecha ·
Flens ·
Freire · 
Gárate ·
Gesink ·
de Groot ·
Hayman · 
Horrillo ·
Kozontsjoek ·
Langeveld ·
Leezer ·
de Maar ·
Martens ·
Mensjov ·
Moerenhout ·
Mollema ·
Niermann ·
Nuyens ·
Posthuma ·
Reus ·
Stamsnijder ·
Tankink ·
Tjallingii ·
Weening
Ardila ·
Boom ·
Brown ·
Clement ·
ten Dam ·
van Emden ·
Flens ·
Freire · 
Gárate ·
Gesink ·
Kozontsjoek ·
Kruijswijk ·
Langeveld ·
Leezer ·
Martens ·
Mensjov ·
Moerenhout ·
Mollema ·
Niermann ·
Nuyens ·
Posthuma ·
Reus (tot 31/08) ·
Stamsnijder ·
Tankink ·
Tjallingii ·
Weening ·
van Winden · 
Bol (stagiair)
Barredo ·
Boom ·
Bos ·
Breschel ·
Brown ·
Clement ·
ten Dam ·
van Emden ·
Flens ·
Freire · 
Gárate ·
Gesink ·
Kruijswijk ·
Langeveld ·
Leezer ·
Martens ·
Matthews ·
Mollema ·
Niermann ·
Sánchez ·
Slagter ·
Tankink ·
Tjallingii ·
Vermeltfoort ·
Weening ·
van Winden · 
Wynants ·
Goos (stagiair)
Barredo ·
Bol · 
Boom ·
Bos ·
Breschel ·
Brown ·
Clement ·
ten Dam ·
van Emden ·
Flens ·
Gárate ·
Gesink ·
Kelderman ·
Kruijswijk ·
Leezer ·
Martens ·
Matthews ·
Mollema ·
Niermann ·
Renshaw ·
Sánchez ·
Slagter ·
Tankink ·
Tjallingii ·
Vermeltfoort ·
van Winden · 
Wynants ·
Goos (stagiair)
Bobridge · 
Bol · 
Boom ·  
Bos · 
Brown · 
Clement · 
Flens · 
Gárate · 
Gesink · 
Goos ·  
Hofland · 
Kelderman · 
Kruijswijk · 
Leezer · 
Martens · 
Mollema · 
Nordhaug · 
Renshaw ·
Tankink · 
Tanner · 
ten Dam · 
Tjallingii ·  
van Emden · 
van Winden · 
Vanmarcke · 
Wagner · 
Wynants · 
Slik (stagiair)
Bobridge · Bol · Boom ·  Bos · Brown · Clement · Flens · Gárate · Gesink · Goos · Hivert · Hofland · Keizer · Kelderman · Kruijswijk · Leezer · Markus · Martens · Mollema · Nordhaug · Tankink · Tanner · ten Dam · Tjallingii · van der Lijke · van Emden · van Winden · Vanmarcke · Wagner · Wynants · Tusveld (stagiair)
Agnoli · Aru · Ayazbajev · Boom · Božič · Cataldo · De Vreese · Dyaçenko · Fominykh · Fuglsang · Groezdev · Guardini · Hryvko · Kamışev · Kangert · Landa · Loetsenko · López · Malacarne · Nibali · Qojatajev · Rosa · Sánchez · Scarponi · Taaramäe · Tiralongo · Tlewbajev · Vanotti · Westra · Zejts
Agnoli · Aru · Ayazbajev · Boom · Capecchi · Cataldo · De Vreese · Fominykh · Fuglsang · Groezdev · Guardini · Hryvko · Kamışev · Kangert · Loetsenko · López · Malacarne · Nibali · Ömirzaqov · Qojatajev · Rosa · Sánchez · Scarponi · Smukulis · Tiralongo · Tlewbajev · Vanotti · Westra · Zacharov · Zejts · Bïjigitov (stagiair) · Koelimbetov (stagiair)
Battaglin · Bennett · Boom · Bouwman · Campenaerts   · Castelijns · Clement · De Tier · van Emden · Gesink · Groenewegen · Jansen · Keizer · Kruijswijk · Lammertink · Leezer · Lindeman · Lobato · Martens · Olivier · Roglič · Roosen · Tankink · Tolhoek · Van den Broeck · Van Hoecke · Vermeulen · Wagner · Wynants · Janssen (stagiair)
Battaglin · Bennett · Boom · Bouwman · Clement · De Tier · Eenkhoorn · van Emden · Gesink · Groenewegen · Jansen · Kruijswijk · Kuss · Leezer · Lindeman · Martens · Olivier · van Poppel · Powless · Roglič · Roosen · Tankink · Tolhoek · Van Hoecke · Wagner · Wynants
Asselman · Boom · De Bie · De Witte · Duijn · M. Lammertink · Leysen · Livyns · Reinders · Riesebeek · Steels · Timmermans · Van Ginneken · Van der Lijke · Van Poppel · van Schip · Van Staeyen · Weening